# Strada

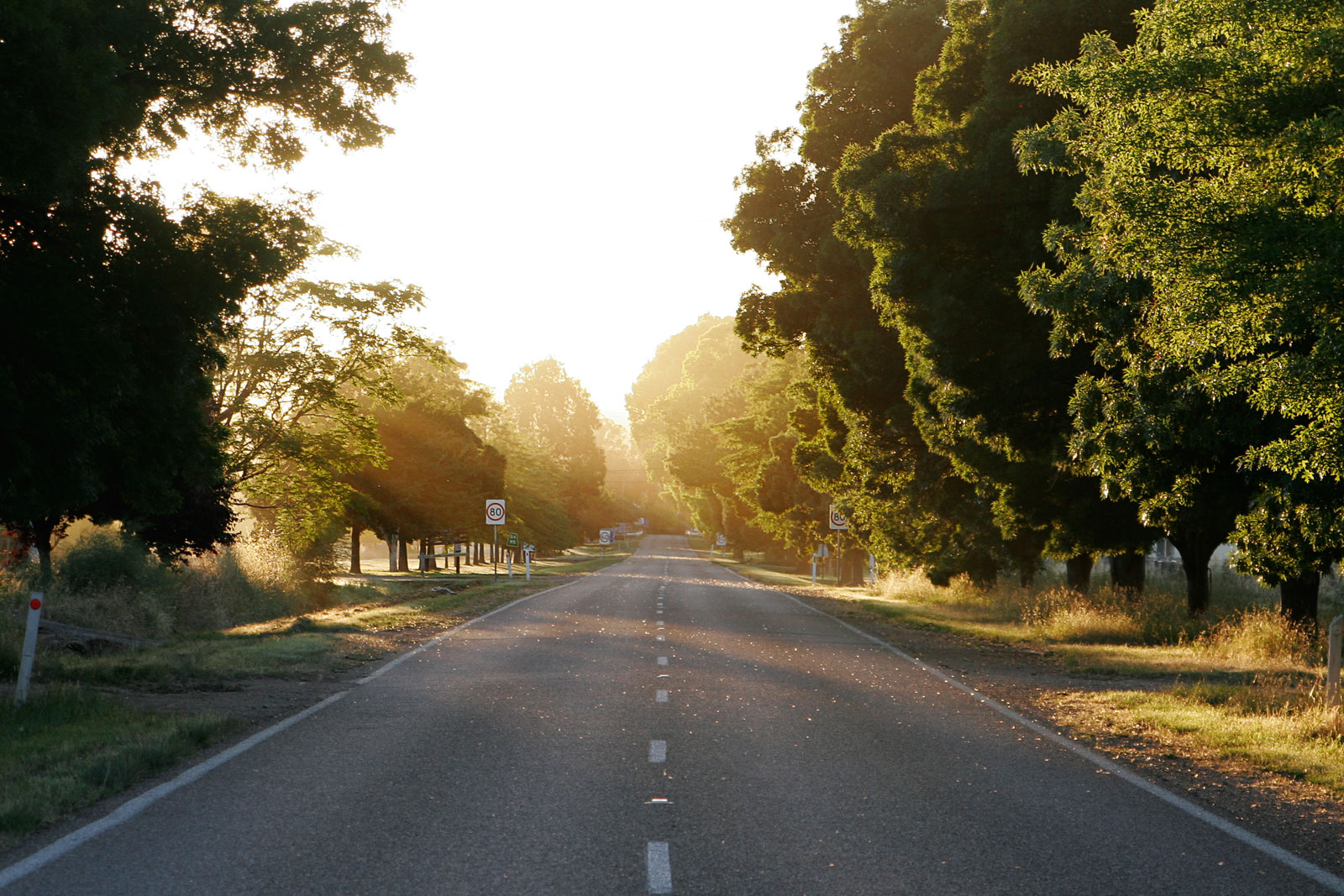
Una strada fra i boschi

La strada è una infrastruttura pubblica o privata, concepita per il transito e la circolazione di pedoni, veicoli ed animali, suddivisa in una o più carreggiate, e comprende marciapiedi, corsie e banchine. L'insieme delle strade che insistono in un determinato territorio è detto rete stradale, ed è usata per lo spostamento e il trasporto di merce o di persone, tramite veicoli terrestri, in special modo su ruota.

## Storia
Nell'antica Grecia si costruivano strade lastricate con solchi longitudinali come sede per le ruote dei carri (sorta di binari di pietra). In Persia avevano iniziato ad ovviare a questo problema con la costruzione della Via reale che collegava la capitale Susa a Sardi. Gli ingegneri della civiltà romana svilupparono tecniche per la costruzione delle strade; a tale periodo si devono esempi di strade lastricate alcune delle quali ancora oggi visibili nel mondo, come ad esempio in Italia l'Appia Antica o la diffusione delle strade di tronchi su tracciati paludosi.

## Descrizione

### Caratteristiche
Generalmente presenta una struttura (spesso composta di materiali lapidei) a strati, da cui il nome, sormontata da un pavimento stradale destinato a migliorare l'aderenza delle ruote e il comfort di persone e merci. Spesso è ricoperta da asfalto, ma può anche essere rivestita da piccoli ciottoli ("ciottolato"), da ghiaia ("strada bianca") o, talvolta, da terra battuta ("strada sterrata").
A seconda del tipo di strada può essere ad uno o doppio senso di marcia, a una o due carreggiate, rettilinea o con presenza di curve, interessata o sovrastata da viadotti o ponti e gallerie o interessata da incroci oppure contornata da marciapiedi e piste ciclabili. Gran parte delle strade comuni sono soggette a segnaletica orizzontale e verticale come da codice della strada.

### La progettazione
Una strada si presenta con una sua geometria longitudinale, planimetrica e altimetrica oltre alla pendenza topografica; la definizione di tale geometria rappresenta il progetto della strada.
Lo studio della geometria di una strada comprende oltre allo studio del suo asse anche quello della sua sezione trasversale, che può essere in rilevato (i cigli stradali sono a quota superiore rispetto al piano di campagna), in trincea (i cigli stradali sono a quota inferiore rispetto al piano di campagna) o a mezza costa (un ciglio stradale è a quota superiore rispetto al piano di campagna e l'altro è a quota inferiore).
Fino a non molti anni fa la progettazione delle nuove strade, dal punto di vista planimetrico, era focalizzata sul tracciamento di tratti rettilinei opportunamente raccordati da curve a raggio variabile e fisso, e dal punto di vista altimetrico composta da tratti a pendenza (longitudinale) costante, detti "livellette", anch'essi raccordati con curve circolari. Oggi il discorso si è rovesciato: planimetricamente la si considera composta da una successione di curve a raggio variabile (clotoidi) e solo eventualmente rettifili, mentre altimetricamente le livellette sono raccordate da curve paraboliche. Oltre a ciò si eseguono i calcoli per soddisfare i criteri di sicurezza di Lamm.
Il progetto della sezione trasversale consiste in prima approssimazione nella scelta del "tipo di strada" (come appresso indicato).
Un'importanza preponderante occupano nella progettazione stradale considerazioni di tipo geologico, dal momento che problemi relativi a questo ambito possono in alcuni casi spingere il progettista a modificare radicalmente il tracciato inizialmente scelto a causa di problemi anche gravi di questa natura. Per questo motivo è anche necessario, durante la progettazione, verificare con uno studio geologico e geotecnico la fattibilità dell'opera.
I problemi più comunemente riscontrabili sono quelli relativi ai possibili cedimenti a causa delle scarse caratteristiche portanti dei terreni sottostanti, pericolo di frane nelle zone circostanti il tracciato (compreso il rischio di innescarle in corso d'opera), e dissesti idrogeologici in generale. In generale i fattori di instabilità relativi alla realizzazione e alla manutenzione di una strada si suddividono in:
- fattori geologici, che comprendono tutte le caratteristiche geologiche dei terreni attraversati con le relative problematiche in caso di portanza non sufficiente o di presenza di discontinuità tali da rappresentare un rischio di cedimento;
- fattori idrogeologici, dal momento che la presenza di acqua nel sottosuolo può rappresentare un notevole problema diminuendo le caratteristiche di resistenza del terreno, o in presenza di materiali che rigonfiano a contatto con l'acqua l'alternanza di presenza (eventi piovosi) e assenza (periodi secchi) di acqua nel terreno può portare alla fratturazione dello stesso e/o della strada. Questo fenomeno può presentarsi anche a causa del ciclo gelo/disgelo, che provoca appunto un aumento e diminuzione rispettivamente del volume del terreno;
- fattori idrologici, dal momento che le acque piovane determinano un'azione potenzialmente dannosa sia in caso di ruscellamento che di moto incanalato; nel primo caso si ha un'azione erosiva estesa e, in caso di eventi piovosi di forte intensità, si può avere un abbattimento delle caratteristiche portanti tali da provocare lo scivolamento della sede stradale; nel secondo caso si ha solo l'azione erosiva che tuttavia, essendo concentrata, è di notevole entità e può generare dissesti.

Tuttavia è possibile anche realizzare una strada attraversando zone in cui ci sono problemi di questo tipo, naturalmente predisponendo opere civili particolari. In caso di passaggio in versanti a rischio frana, ad esempio, si possono realizzare interventi protettivi e preventivi quali reti paramassi, chiodature, rimboschimento, opere drenanti.

## Pedaggio
Generalmente le strade sono usufruibili gratuitamente. Molte grandi strade a carreggiate separate come le autostrade, così come alcuni ponti o gallerie, sono accessibili mediante il pagamento di un pedaggio.

## Nel mondo

### Argentina
La rete stradale argentina è l'insieme delle strade pubbliche o private dell'Argentina, per le quali circolano pedoni e veicoli e che ricadono sotto la giurisdizione delle autorità nazionali, provinciali o municipali responsabili dell'applicazione delle leggi sulla circolazione stradale. A livello centrale, la loro attività è coordinata dalla Direzione nazionale della viabilità (Dirección Nacional de Vialidad), l'ente del Ministero dei trasporti argentino preposto alla manutenzione, miglioramento e ampliamento dei tracciati della rete stradale nazionale.

### Finlandia
La rete stradale finlandese costituisce la rete delle strade in Finlandia percorribili con veicoli. La sua lunghezza totale è di 454 000 km (stima al 2009), ed è costituita da strade nazionali di proprietà statale, di vie mantenute dai comuni e da strade private.

### Germania
In Germania, le strade vengono classificate in base alla loro importanza.

### Italia
In Italia una strada può essere classificata sia in base a criteri tecnici che a criteri amministrativi. Le strade in Italia sono identificative dalle sigle alfanumeriche A-n, SS-n, SR-n, SP-n, RA-n e NSA-n (dove n è un numero). Le strade all'interno dei nuclei o centri abitati sono identificate da un nome (ad esempio via Garibaldi).
- Le autostrade italiane, seguono una numerazione unica, anche se gestite da diverse società concessionarie: sono tutte contrassegnate dalla lettera A seguita da un numero (esempio: A2, significato Autostrada numero 2). Esistono due eccezioni: esistono autostrade con doppia numerazione, ad esempio A8/A26, e brevi autostrade denominate nel modo classico ma seguite dalla sigla dir che sta per diramazione, ad esempio A14 dir). Pertanto un'autostrada con la stessa numerazione può essere gestita da diverse società concessionarie (ad esempio l'A23 è gestita per un tratto da Autovie Venete e per il rimanente tratto da Autostrade per l'Italia).
- Le strade statali, regionali o provinciali sono contrassegnate rispettivamente dalle sigle SS, SR e SP seguite da un numero (talvolta oltre al numero può esserci una delle seguente sigle: dir (per diramazione), var (per variante), racc (per raccordo), radd (per raddoppio), bis, ter, quater; ad esempio SS 1 bis). Tuttavia, al contrario delle autostrade dove la sigla rispecchia anche la classificazione tecnica-costruttiva, le SS, le SR e le SP possono avere tratti classificati tecnicamente come strade extraurbane principali (strada di tipo B) altri come strade extraurbane secondarie (strada di tipo C) altri ancora come strade urbane (strade di tipo D e E) pur avendo la stessa numerazione (ad esempio la strada statale 16 ha tratti classificati come strada extraurbana principale altri come strada extraurbana secondaria). Inoltre esistono strade con la stessa numerazione ma con una sigla diversa perché gestite nei diversi tratti o dalla regione o dalla provincia o dallo Stato (per mezzo dell'ANAS). Ad esempio la strada Padana Superiore è contraddistinta dal numero 11 ma dalle diverse sigle SS 11, SR 11 e SP 11 in base ai tratti gestiti o dallo stato o dalla regione o dalla provincia. Le SS, SR e SP nei tratti dove attraversano un centro o nucleo abitato possono essere affiancate da un nome (ad esempio via Roma). Inoltre le SS, SR e SP se attraversano centri abitati con popolazione pari o superiore a 10.000 abitanti sono strade di competenza comunale e quindi urbane (tipo D e E). Se attraversano centri o nuclei abitati con popolazione inferiore ai 10.000 abitanti sono urbane (tipo D o E) ma la competenza rimane del gestore.[3]
- Le strade comunali sono denominate come via, viale, piazza ecc. seguita da un nome (ad esempio via Trieste). Le strade comunali sono categorizzate in base ai nomi (ad esempio via Trieste) e molto raramente sono contraddistinte dalla sigla SC (non sempre seguita da un numero). Le strade comunali possono essere classificate dal punto di vista costruttivo-tecnico nei diversi modi (tranne come autostrada). Le SS, SR e SP nei tratti dove attraversano un centro o nucleo abitato possono essere affiancate da un nome (ad esempio via Battisti). Le SS, SR e SP se attraversano centri abitati con popolazione pari o superiore a 10.000 abitanti sono strade di competenza comunale e quindi urbane (tipo D e E). Se attraversano centri o nuclei abitati con popolazione inferiore ai 10.000 abitanti sono urbane (tipo D e E) ma la competenza rimane del gestore.[3]
- Infine esistono altre due sigle indicanti le strade italiane: NSA e RA. La prima sigla sta per nuova strada ANAS e indica tutte quelle strade alle quali non è stata ancora assegnata nessuna numerazione (né A né SS né SR né SP né SC) e pertanto possono essere classificate dal punto di vista costruttivo-tecnico nei diversi modi. RA invece sta per raccordo autostradale e indica alcune strade a carreggiata doppia a due corsie per senso di marcia (classificate tecnicamente come o strada extraurbana principale o strada extraurbana secondaria) che collegano un'autostrada a una città (o località o aeroporto) non direttamente raggiunta dalla rete autostradale principale.

### Polonia
Le strade in Polonia sono classificate, ai sensi del Codice della strada polacco, sia dal punto di vista tecnico sia dal punto di vista amministrativo.

## Galleria d'immagini

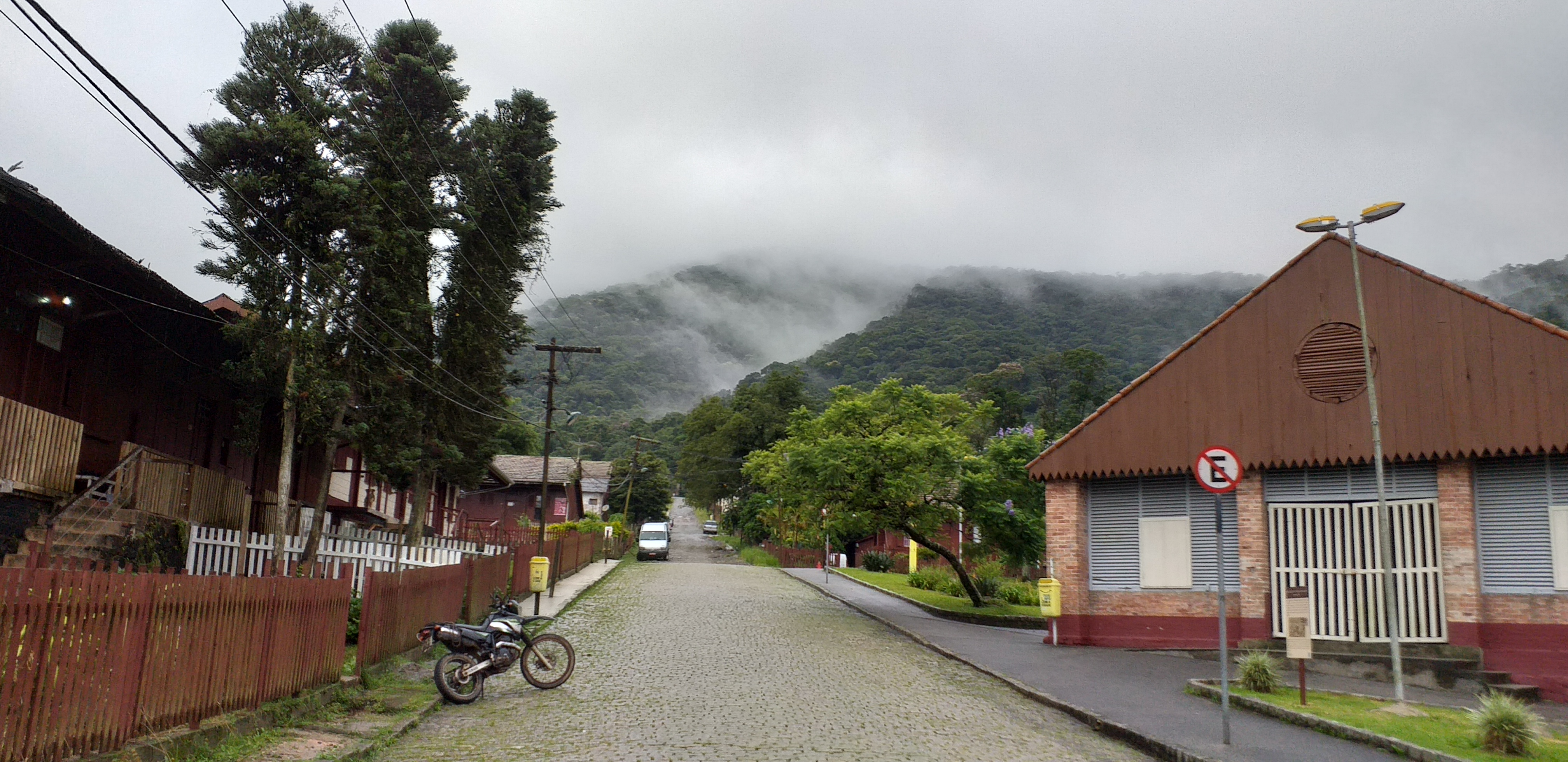
Una strada residenziale a Paranapiacaba, Brasile
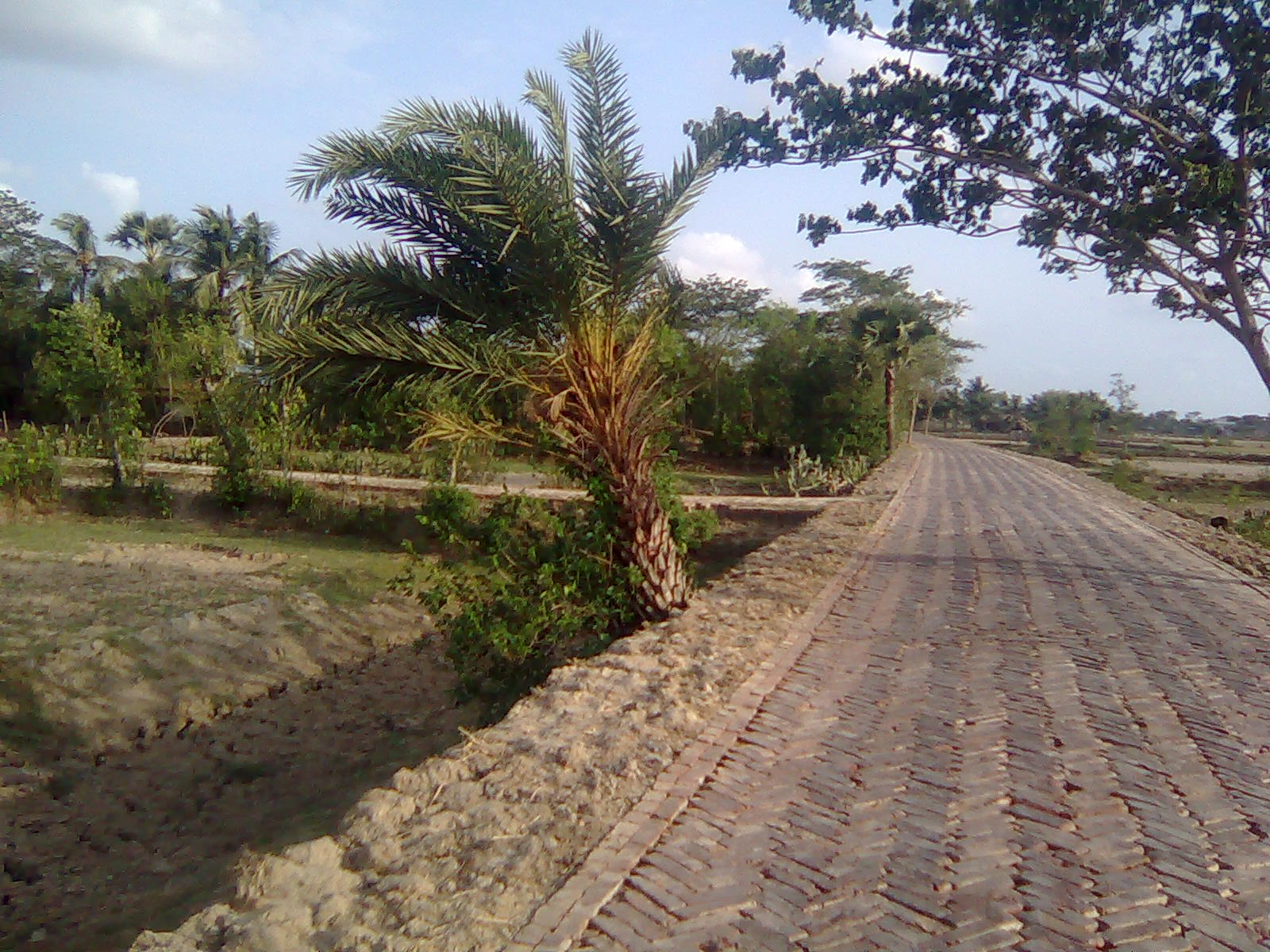
Una strada in mattoni in Bangladesh
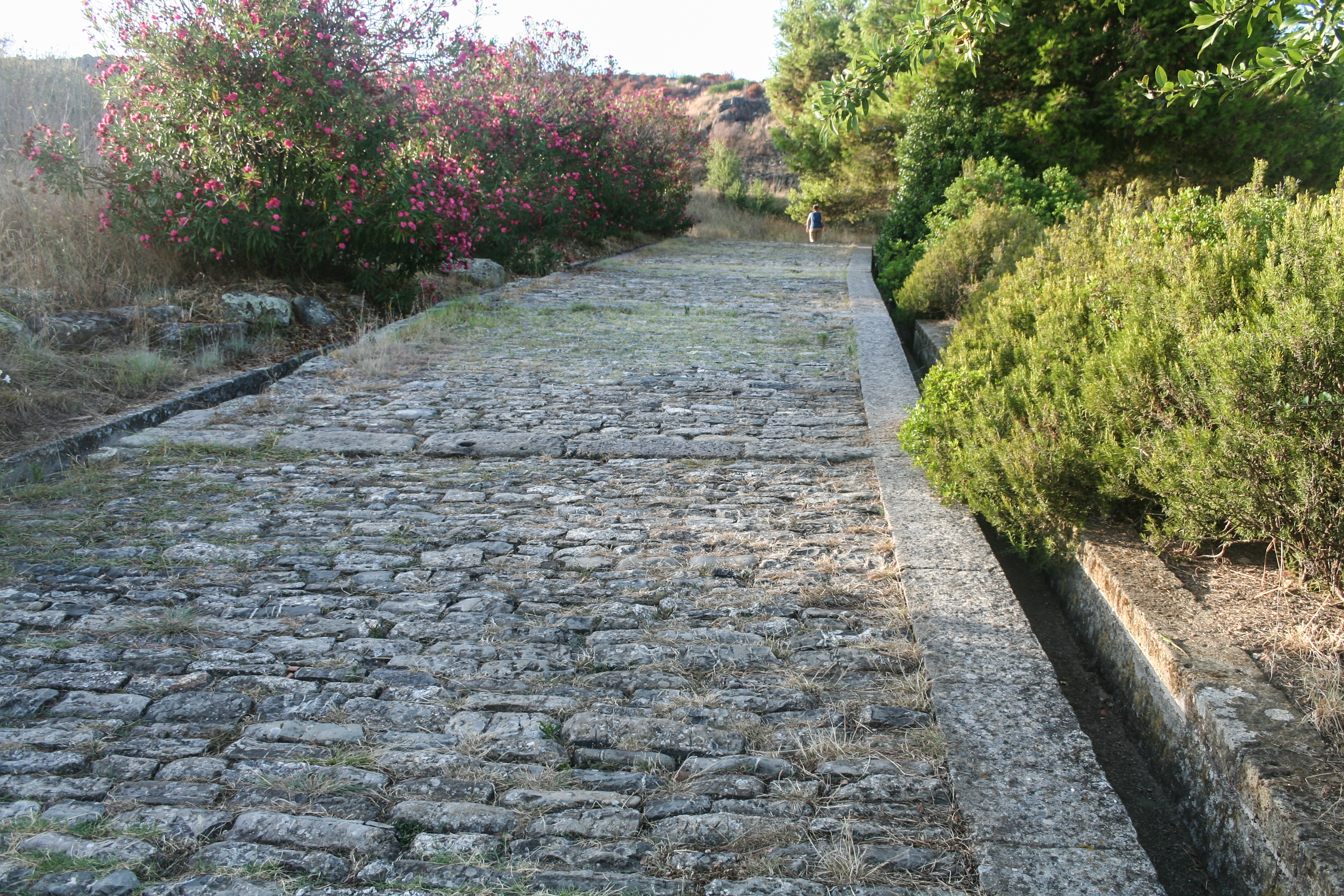
La Porta Rosa, via greca del III-IV secolo a.C. a Velia, con piano lastricato e grondaie
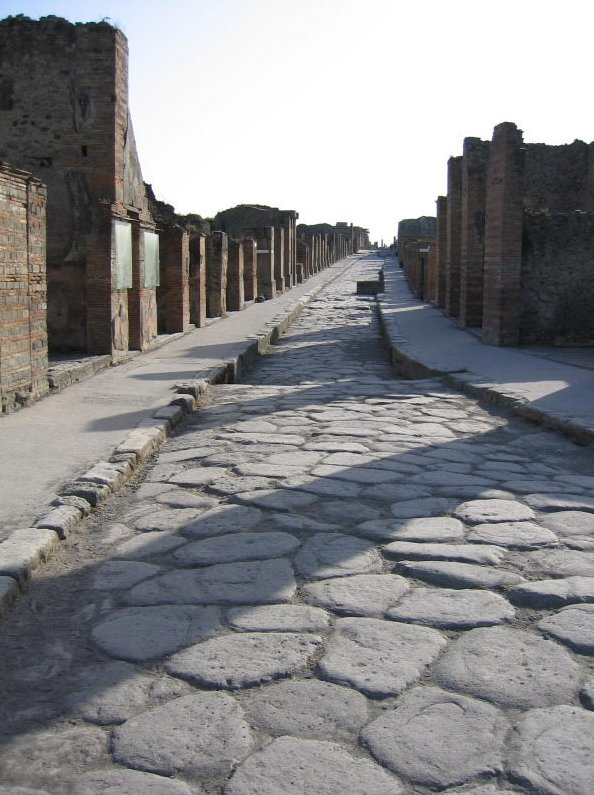
Una strada romana lastricata a Pompei
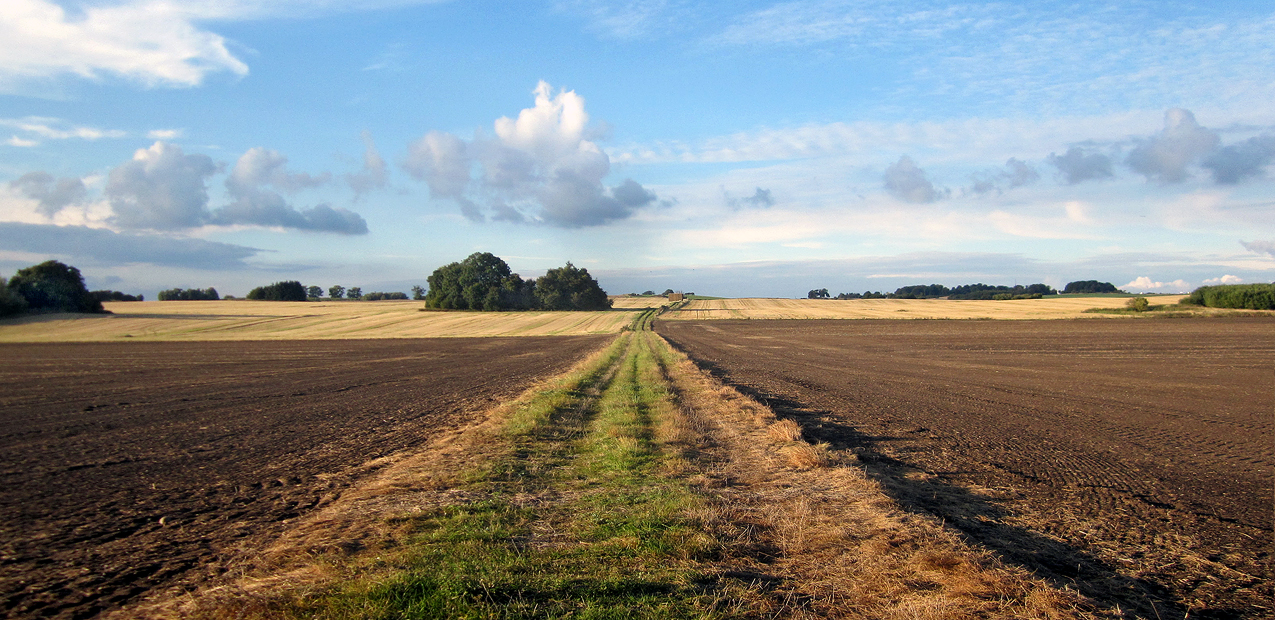
Vecchia strada del trattore su terreni agricoli, Ystad, Svezia
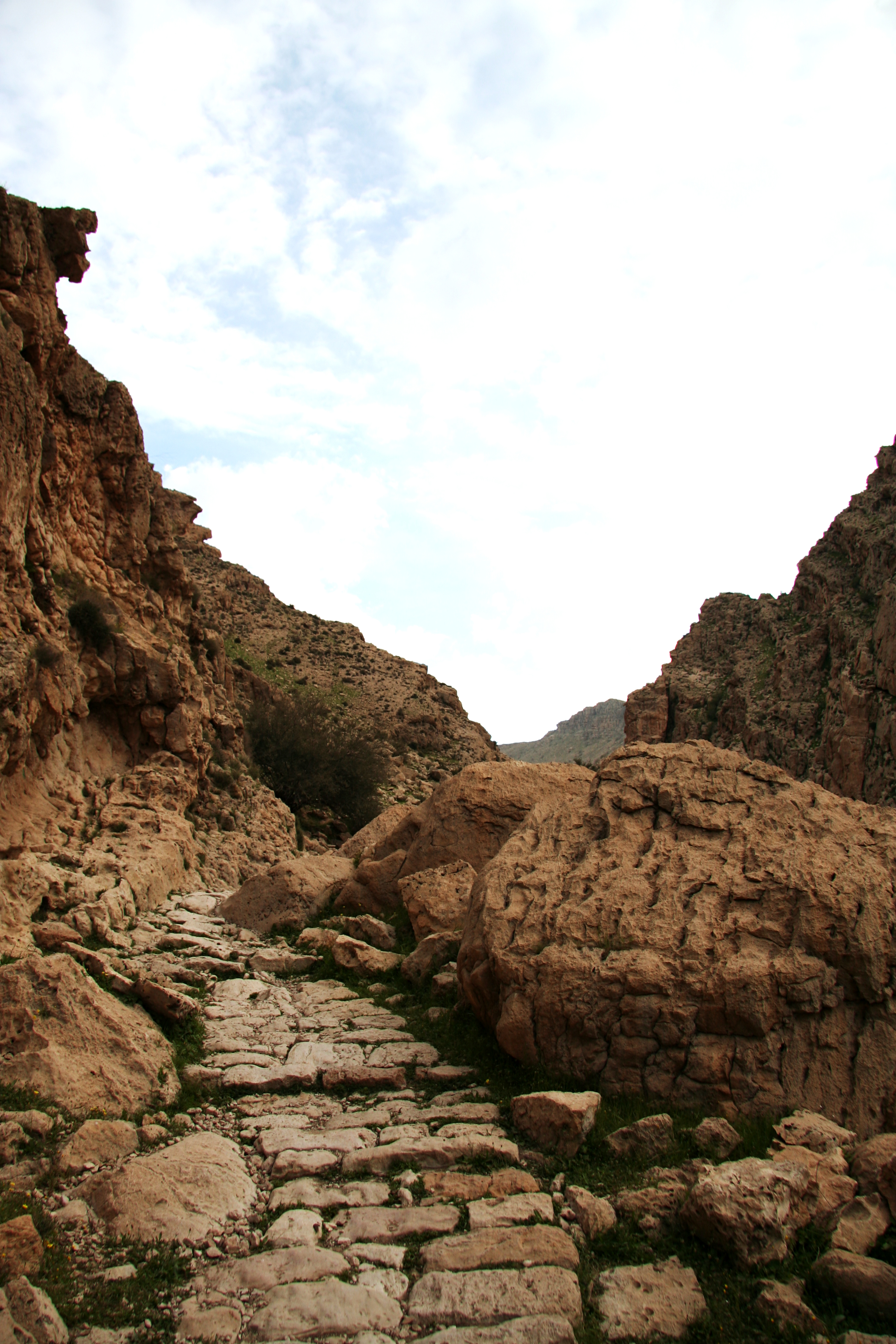
Antico percorso dell'era sasanide a Behbahan, Persia
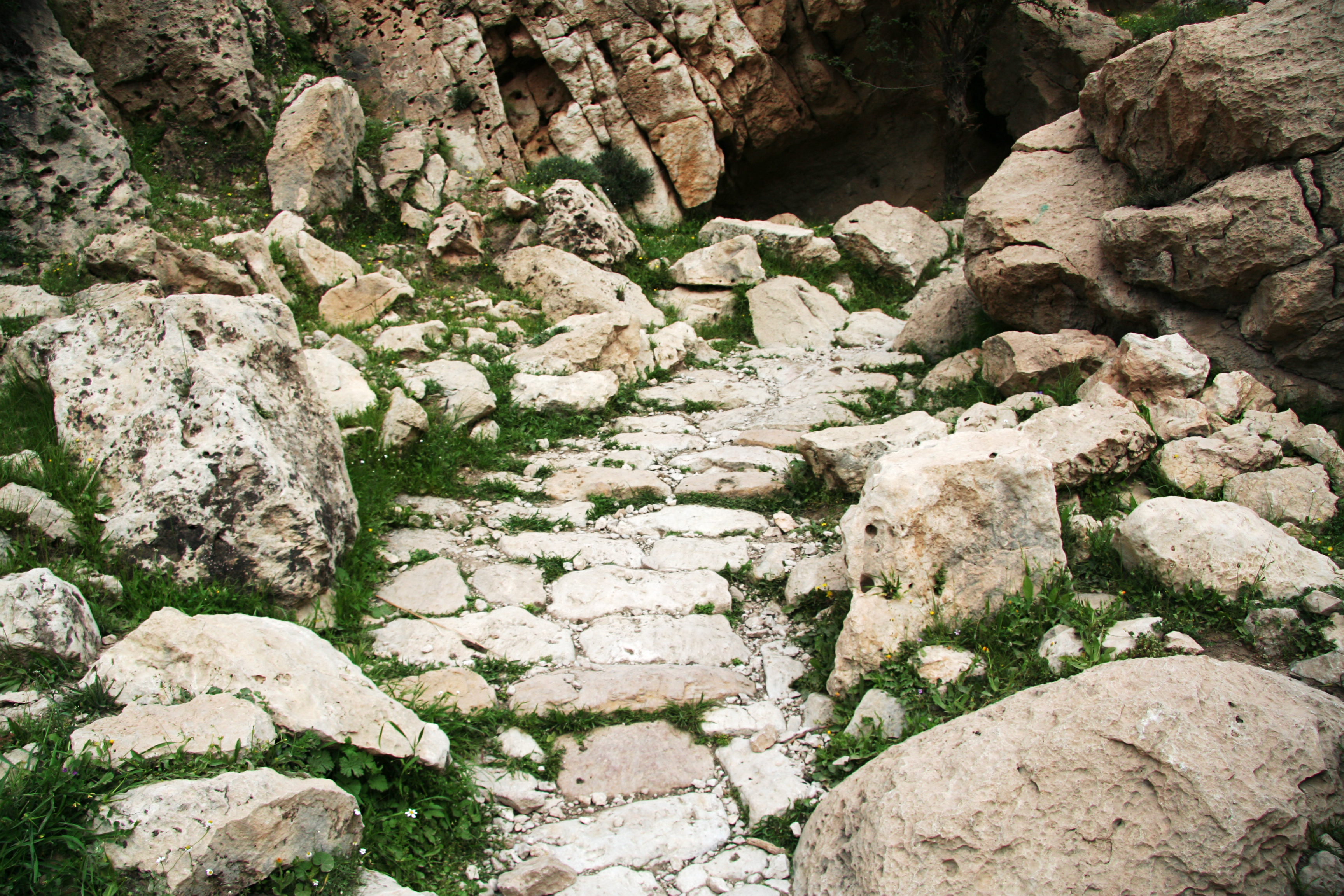
Antica strada ciottolata a Behbahan
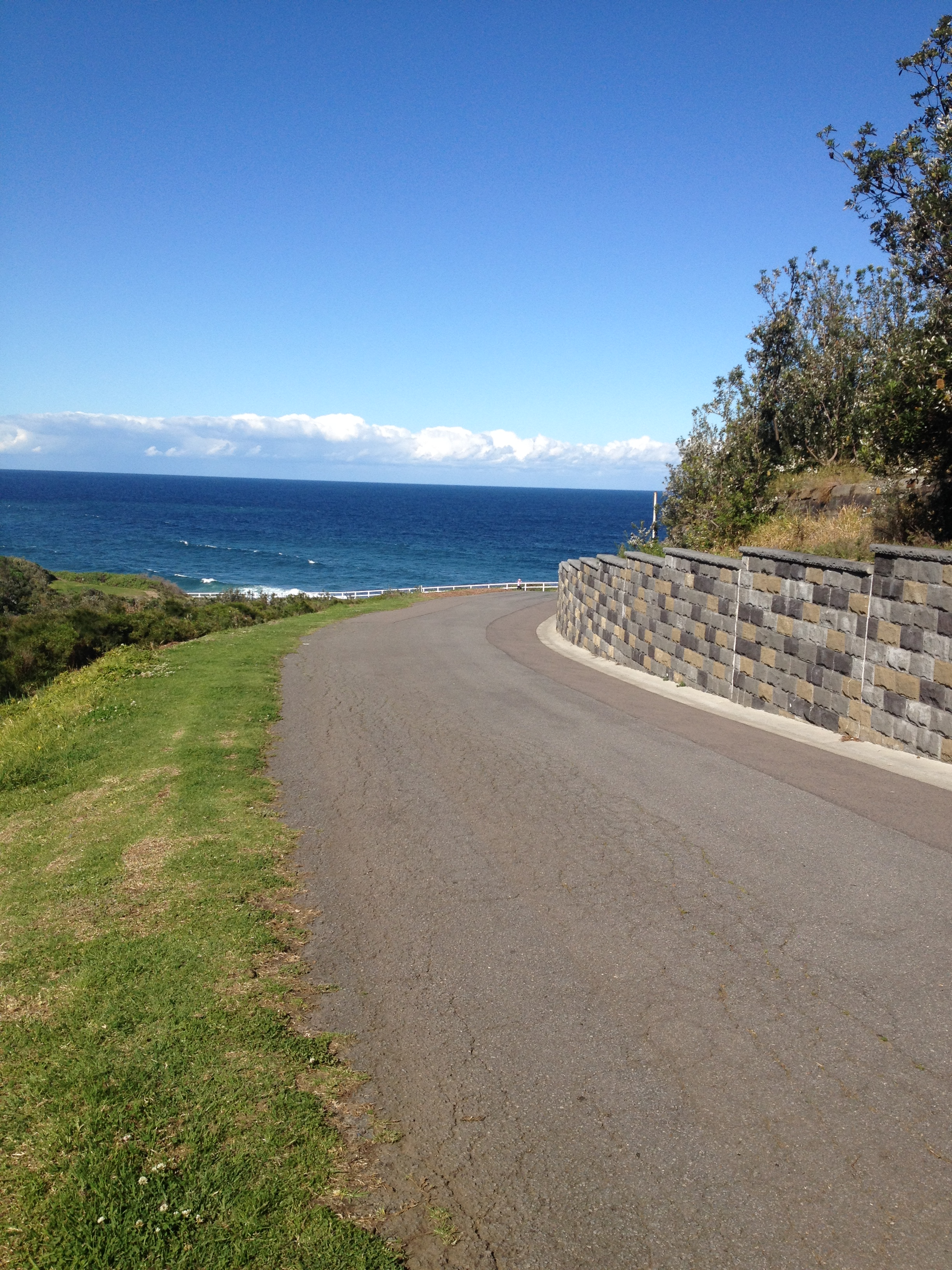
Una strada sulla spiaggia (Newcastle, NSW, Australia)